# Тудерна
Тудерна (ест. Tuderna, виро Tudõrna) — село в Естонії, входить до складу волості Орава, повіту Пилвамаа.